# Cecilia Henriques
Pour les articles homonymes, voir Henriques.
Cecilia Vicenta Henriques est une basketteuse mozambicaine née le 24 août 1990 à Beira.  

## Carrière
Elle fait partie de l'équipe du Mozambique de basket-ball féminin avec laquelle elle participe au championnat d'Afrique 2013 et au championnat d'Afrique 2021.

## Palmarès
- Médaille d'argent du Championnat d'Afrique de basket-ball féminin 2013
- Médaille de bronze du Championnat d'Afrique de basket-ball féminin des 18 ans et moins 2008